# Comité de veille et d'anticipation des risques sanitaires
Wikipédia ne donne pas de conseils médicaux ou sanitaires. Cet article est susceptible de contenir des informations obsolètes ou inexactes. Seul un professionnel de la santé est apte à vous fournir un avis médical, et seules les autorités sanitaires de votre pays sont compétentes pour donner des consignes de santé publique relatives à la pandémie de Covid-19.
Le comité de veille et d’anticipation des risques sanitaires (COVARS) est une organisation consultative française mise en place en juillet 2022  institué auprès des ministres chargés de la santé et de la recherche.
Il succède au Conseil scientifique Covid-19.

## Mission
Le comité est chargé :
- d'assurer une veille scientifique sur les risques sanitaires liés aux agents infectieux atteignant l'homme et l'animal, aux polluants environnementaux et alimentaires, et au réchauffement climatique ;
- de modéliser les données recueillies dans le cadre de sa mission de veille scientifique et d'établir des projections ;
- d'émettre des recommandations lorsqu'une projection fait apparaître un risque sanitaire ;
- d'émettre des recommandations sur les mesures envisagées par les autorités publiques afin de lutter contre une crise sanitaire ;
- d'émettre, en tant que de besoin, des recommandations sur la stratégie vaccinale mise en œuvre, le cas échéant, face à une menace sanitaire identifiée par le comité[3].

## Composition
Le comité est présidé par une personnalité qualifiée désignée par les ministres auprès desquels il est institué.
| Identité        | Période      | Période |
| Identité        | Début        | Fin     |
| --------------- | ------------ | ------- |
| Brigitte Autran | 16 août 2022 |         |

Le comité est composé, en outre, sur proposition de son président :
- de seize personnalités scientifiques ou professionnels de santé ;
- de deux représentants des patients ;
- d'un représentant des citoyens[4].

Les personnes nommées en 2022 sont : 
- Fabrice Carrat ;
- Simon Cauchemez ;
- Julie Contenti ;
- Xavier de Lamballerie  (virologue IHU Méditerranée Infection) ;
- Annabel Desgrees du Lou ;
- Didier Fontenille (entomologiste à l'Institut de recherche pour le développement[7] ;
- Patrick Giraudoux (professeur émérite d'écologie, Université de Franche-Comté) ;
- Mélanie Heard (responsable du pôle santé du think tank Terra Nova) ;
- Thierry Lefrançois ;
- Roger Le Grand ;
- Xavier Lescure ;
- Bruno Lina ;
- Denis Malvy (infectiologue  au Centre hospitalier universitaire de Bordeaux[8]) ;
- Olivier Saint-Lary (médecin généraliste et professeur à l'UFR Simone Veil de l'Université de Versailles - Saint-Quentin-en-Yvelines[9]) ;
- Rémi Slama (épidémiologiste Paris Sud[10] ;
- Yvanie Caillé (représentant des patients) ;
- Cécile Offerlé (représentant des patients) ;
- Véronique Loyer  (représentant des citoyens).